# Łaskarzew
Łaskarzew ist eine Stadt im Powiat Garwoliński der Woiwodschaft Masowien, Polen.

## Gemeinde

### Stadtgemeinde
Łaskarzew bildet eine eigenständige Stadtgemeinde.

### Landgemeinde
Die Landgemeinde Łaskarzew, der die Stadt nicht angehört, sitzt in der Stadt.